# Empalme Olmos
Empalme Olmos ist ein Ort auf dem Gebiet Departamento Canelones im Süden Uruguays.
Seit 2010 besteht zudem die Gemeinde (Municipio) Empalme Olmos, zu der auch der Ort Olmos gehört. Auf dem Gemeindegebiet von 152,5 km² leben 6.630 Einwohner.

## Geographie
Empalme Olmos liegt auf einer Höhe von 40 m über dem Meeresspiegel, 40 Kilometer nordöstlich der Landeshauptstadt Montevideo. In der näheren Umgebung befinden sich die etwa 10 km südwestlich gelegene Stadt Pando, sowie Atlántida im Südosten.

## Geschichte
Der Name der Stadt ist auf Octaviano Olmos zurückzuführen, der die Grundstücke für den Eisenbahnanschluss zur Verfügung gestellt hatte. Am 3. November 1952 wurde Empalme Olmos durch das Gesetz Nr.11.877 in die Kategorie „Pueblo“ (Dorf) eingestuft. Bis zur Schließung im Dezember 2009 befand sich hier das am 26. Mai 1937 unter Federführung von Carlos von Metzen von Bülow, Ricardo Rodolfo Bayer und dessen Sohn Rodolfo Ricardo gegründete und mehr als 800 Mitarbeiter zählende Unternehmen Cerámicas Olmos (Metzen y Sena). Am 1. Juli 2013 wurde das Unternehmen in Anwesenheit von Staatspräsident José Mujica wiedereröffnet und die Produktion wieder aufgenommen.

## Infrastruktur

### Bildung
Empalme Olmos verfügt mit dem 1985 gegründeten Liceo de Empalme Olmos über eine weiterführende Schule (Liceo).

### Verkehr
Durch den Ort führt die Ruta 82, die im Süden auf die Ruta 8 trifft. Der Bahnhof Sudriers und der 1889 von der North Eastern Uruguay Railway eröffnete Haltepunkt Olmos liegen an der Bahnstrecke Sayago–Minas.

## Einwohner
Die Stadt hatte bei der 2011 durchgeführten letzten Volkszählung 4.199 Einwohner. Für das Jahr 2010 gab die Intendencia de Canelones noch eine Einwohnerzahl von 5.497 an, die jedoch deutlich von den Werten des Instituto Nacional de Estadística de Uruguay abweicht.
| Jahr | Einwohner |
| ---- | --------- |
| 1963 | 1.973     |
| 1975 | 2.108     |
| 1985 | 3.144     |
| 1996 | 3.815     |
| 2004 | 3.978     |
| 2010 | 5.497     |
| 2011 | 4.199     |

Quelle: Instituto Nacional de Estadística de Uruguay

## Stadtverwaltung
Bürgermeister (Alcalde) des Municipio Empalme Olmos ist Jorge Alvarez (Amtszeit 2015–2020).

## Söhne und Töchter von Empalme Olmos
- Emiliano Fernández (* 1992), Fußballspieler
- Marcelo Fernández (* 1988), Fußballspieler